# Vivian Bullwinkelová
Vivian Bullwinkelová (18. prosince 1915, Kapunda – 3. července 2000, Perth) byla australská armádní zdravotní sestra sloužící během druhé světové války. Jako jediná ze sester přežila masakr na ostrově Bangka 16. února 1942, zatímco 21 jejích kolegyň bylo japonskými vojáky zabito.

## Mládí
Narodila se 18. prosince 1915 v Kapundě v Jižní Austrálii Georgi Albertu Bullwinkelovi a jeho ženě Evě, rozené Shegogové. Studovala obor zdravotní sestra a porodní asistentka v Broken Hillu v Novém Jižním Walesu. Svou kariéru započala v Hamiltonu ve Victorii, následně pracovala v Jessie McPherson Hospital v Melbourne.

## Druhá světová válka

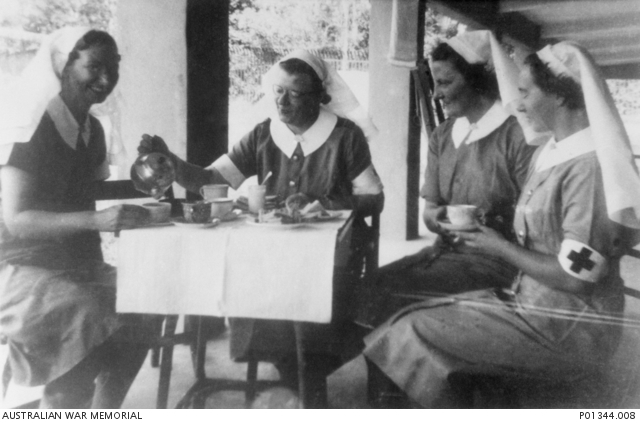
Sestry z 2/13. australské všeobecné nemocnic u šálku čaje v Malajsii 1941. První zleva V. Bullwinkelová.

V roce 1941 se rozhodla vstoupit do armády a proto se přihlásila jako dobrovolnice k Royal Australian Air Force, byla však odmítnuta kvůli plochým nohám. Mohla ale vstoupit do Australian Army Nursing Service, kde byla přiřazena k 2/13. australské všeobecné nemocnici a v září 1941 odplula do Singapuru. Po několika týdnech u 2/10. australské všeobecné nemocnice se opět vrátila ke 13. nemocnici v Johor Bahru.
Japonské jednotky vstoupily do Malajsie v prosinci 1941 a zahájily svůj postup k jihu. Na konci ledna 1942 postupovaly oblastí Johor a proto byla 13. australská všeobecná nemocnice evakuována do Singapuru. Krátce před pádem města byla 12. února 1942 spolu s dalšími 64 zdravotními sestrami z města evakuována na palubě lodi SS Vyner Brooke, plující pod vlajkou království Sarawak, které bylo tou dobou britským protektorátem.

### Masakr na ostrově Bangka

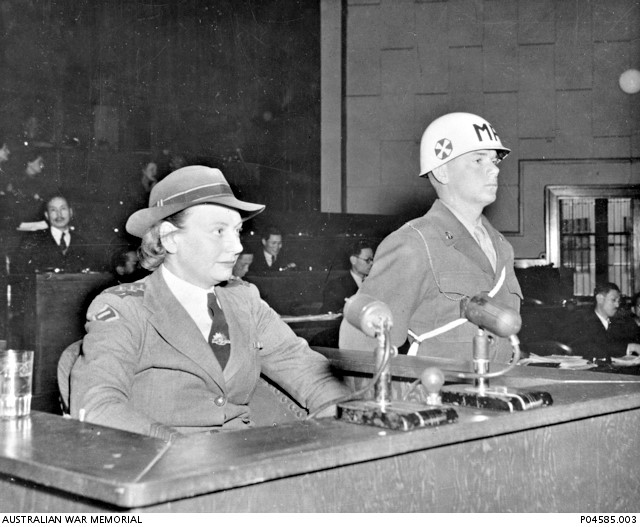
Kpt. V. Bullwinkelová před tribunálem pro válečné zločiny v Tokiu.

O dva dny později byla loď bombardována japonským letadlem a následně se potopila nedaleko indonéského ostrova Bangka. Část přeživších se na záchranných člunech dostala na pláž Radji, na které se nakonec shromáždilo přibližně 100 lidí, včetně 20 britských vojáků z jiné potopené spojenecké lodi. Od místních obyvatel se dozvěděli o přítomnosti Japonců na ostrově. Důstojník z Vyner Brooke tedy odešel do Muntoku, aby se jim skupina z pláže mohla vzdát. Zatímco byl pryč, nejzkušenější ze zdravotních sester, vrchní sestra (matron) Irene Melville Drummondová, navrhla, aby civilistky a děti opustily pláž a odešly do Muntoku. Ty její rady vyslyšely a vydaly se na cestu. Sestry na pláži zůstaly, aby se postaraly o raněné a také postavily přístřešek označený červeným křížem.
16. února 1942 dopoledne se důstojník vrátil v doprovodu asi 20 japonských vojáků. Ti všem mužům schopným chůze rozkázali odejít za nedaleký pahorek. Následně sestry uslyšely sérii výstřelů, po které se k nim japonští vojáci vrátili, sedli si naproti nim a začali si čistit své pušky a bajonety. Po chvíli japonský důstojník sestrám a jedné civilistce nařídil, aby se vydaly do moře. Když vstoupily do vody, Drummondová sestrám řekla: "Hlavu vzhůru děvčata. Jsem na vás hrdá a všechny vás miluji." Když byly ženy ve vodě asi po pás, byly zastřeleny kulometem, který si Japonci mezitím na pláži připravili. Zranění vojáci ležící na nosítkách a neschopní chůze byli zmasakrováni bajonety. Mezi těmito muži byl i vojín Kingsley, který měl vážně poraněné břicho.
Z žen přežila jen ona. I přes průstřel bránice ležela bez hnutí ve vodě až do okamžiku, kdy nabyla dojmu že vojáci odešli. Střela prošla jejím tělem, ale minula vnitřní orgány. Pak se odplazila do džungle, kde na několik dní upadla do bezvědomí. Později si byla schopná svá zranění ošetřit. Po nějaké době se na pláži potkala s vojínem Kingsleyem, který ať již dříve vážně zraněný, přežil i další bodnou ránu do hrudníku, kterou mu zasadili japonští vojáci bajonetem. Bullwinkelová ošetřila i jeho rány a asi po 12 dnech na pláži se rozhodli vzdát Japoncům. Kingsley však po několika dnech v nedožitých třiceti letech zemřel. Bullwinkelová byla poslána do zajateckého tábora kde strávila více než tři roky. Přežila válku a při tokijském procesu v roce 1947 před tribunálem pro válečné zločiny podala o masakru svědectví.

## Poválečná léta

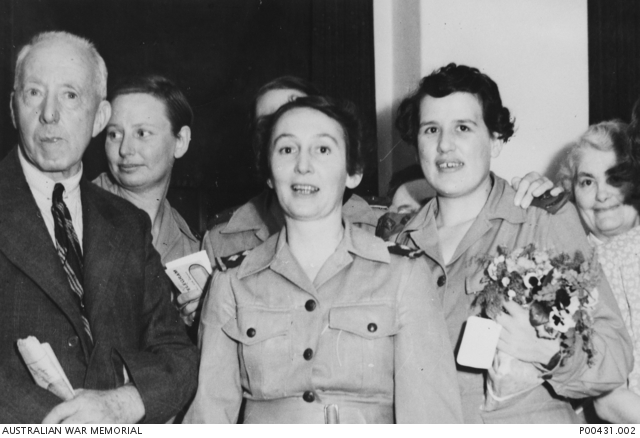
Příslušnice Australian Army Nursing Service při oslavě jejich návratu domů ze zajetí. Druhá zleva (v pozadí) V. Bullwinkelová v září 1945.

Z armády odešla v roce 1947 a stala se vedoucí zdravotních sester (Director of Nursing) v Nemocnici pro léčbu infekčních onemocnění ve Fairfieldu (Fairfield Infectious Diseases Hospital). Celý svůj život zasvětila své práci a uctění památky žen zabitých na ostrově Bangka. Vybírala příspěvky na památník a zasedala v řadě komisí. Po nějakou dobu byla i členkou rady Australského válečného památníku.
V září 1977 se provdala za plukovníka Francise Westa Stathama, po kterém přijala i nové jméno, Vivian Stathamová.
Na ostrov Bangka se znovu vrátila v roce 1992, kdy byl odhalen památník sestrám, které válku nepřežily. Dne 3. července 2000 ve věku 84 let zemřela na infarkt v Perthu.

## Vyznamenání
- důstojník Řádu Austrálie – 26. ledna 1993[6]
- člen Řádu britského impéria – 1. ledna 1973[7]
- associate Královského červeného kříže – 6. března 1947[4][8]
- Hvězda 1939–1945
- Pacifická hvězda
- Válečná medaile 1939–1945
- Australská služební medaile 1939–1945
- Vyznamenání za efektivnost
- Medaile Florence Nightinglaové[4]